# 高島彩
高島 彩（たかしま あや、1979年2月18日 - ）は、フォニックス所属のフリーアナウンサー、元フジテレビアナウンサーである。東京都世田谷区出身。夫はゆずの北川悠仁。

## 来歴・人物
父親は俳優の竜崎勝（本名：高島史旭）で、高島が5歳の時に死別したため、父の記憶はほとんどないという。兄は元俳優の高島郷。
成蹊小学校、成蹊中学校・高等学校、成蹊大学法学部政治学科卒業。
成蹊小学校では、家庭科部に所属。成蹊高校では、ラグビー部のマネージャーをしていた。
気象予報士の加藤祐子は誕生日が1日違いにして、且つ成蹊大学の同期生であるため、学生時代から親交がある。
2001年4月、フジテレビにアナウンサーとして入社。
入社1年目の2001年10月 - 2002年6月、冠番組『アヤパン』を担当。これにより「アヤパン」という愛称で呼ばれるようになった。
入社2年目の2002年10月 - 2003年6月、『スーパー競馬』の司会を担当。
入社3年目の2003年4月から『めざましテレビ』の総合司会を担当。在籍時は、番組史上初の同時間帯（月間・年間）視聴率1位を記録し、番組に大きく貢献した。
同年、2005年 - 2008年、『FNSの日』で進行役を担当（5回担当。これは西山喜久恵の9回に次いで歴代2位）。2010年10月1日、7年半総合司会を務めた『めざましテレビ』を卒業した。
2010年12月31日、フジテレビを退社。翌2011年1月1日、フォニックスに移籍。フリーとなる。
2011年10月1日、WOWOWの特別番組で司会を担当（翌2012年の同じ番組でも司会を務める）、フリー転身後初のフジテレビ以外の番組出演を果たした。
2011年10月20日、2005年より交際していたゆずの北川悠仁と、山梨県の身曾岐神社で挙式を行い、同日夜にFAXで結婚を発表。
2012年2月25日、横浜市のホテルニューグランドで披露宴を行った。結婚式にはフジテレビ会長の日枝久をはじめ同局幹部、元同僚アナウンサー、高島と共演したことのある芸能関係者や歌手など約500人が出席した。
2012年5月12日、東京国際フォーラムで行われた母校の成蹊学園創立100周年記念式典の司会進行を務めた。
2013年10月、第1子の妊娠を発表。その後、切迫流産の危険性もあったが、2014年2月17日、夫の北川悠仁が出産に立ち合う中、第1子となる女児が誕生した。18日、2人は連名でマスコミ各社にファクスを送付。「小さな命の誕生に、夫婦ともに感謝の気持ちでいっぱいです。産声がくれた大きな喜びを、尽きることのない愛にかえて、大切に育ててまいります」とコメント。
2015年10月7日、テレビ朝日『徹子の部屋』に出演。2011年にフリー転身後、フジ以外の民放地上波に初登場となる。
2016年2月4日、第2子妊娠を発表。6月1日、第2子女児の誕生を報告。

## エピソード
高島の父・竜崎勝は日活ニューフェイス第5期生で、同期に高橋英樹がいる。
フジテレビ系列のトーク番組『ボクらの時代』（2008年11月9日放送）では、同期の地井武男・小野武彦・村井国夫が対談し高島の父・竜崎勝の思い出を語っており、村井はフジテレビに入社した高島に会った際、涙が出たとコメントしている。父が同期だったため、小野や村井などの俳優とも親交がある。
テレビ朝日アナウンサー職の最終面接を終えた帰り道でフジテレビから内定の電話をもらったため、テレビ朝日の内定結果は待たずに辞退した。
局アナ時代はバラエティ番組などではタレントを立てることを忘れずに実践していた。
身長163cm。成人女性の平均よりも高い部類には入るが、局アナ時代は同期のアナウンサーが総じて高身長だったこともあり、他の5人が大型新人と呼ばれる中で低く見られることが多く、本人もそれをネタにしていたことがあった。この年は2番目に低かった福元英恵でも170cmあり、福元は当時の村上光一社長から「君の同期は高島君以外みんな背が高いね」と言われたことがあった。
オリコン調査「好きな女性アナウンサーランキング」にて、第1 - 5回まで1位で5連覇を達成。殿堂入りを果たした。
フリー転身後もフジテレビでの出演が圧倒的に多く、前述にあるように他局への出演はWOWOWの特番を除き2015年9月まで行っていなかった。
2014年に出版された出産エッセイ本（彩日記-Birth-）にて、以前に死産などを経験していたことを告白。本書によると、結婚から半年後、妊娠4カ月目に入り、染色体異常により子宮内胎児死亡。またその後も、化学的流産をも経験していたことを告白。

## 出演番組
太字は、現在出演中。

### フジテレビ在籍時
- FNS27時間テレビ
  - 2001年 新人アナウンサー披露
  - 2002年 インフォメーションアナウンサー
  - 2003年、2005 - 2008年 進行役
  - 2004年 「めざましテレビスペシャル」コーナーにアテネ・パルテノン神殿から中継出演（アテネオリンピック直前最新情報）
- アヤパン（2001年10月 - 2002年6月、2002年7月13日）
- Λuciferのallnightnippon-r（ニッポン放送、2002年2月） - ゲスト出演
- 女子アナスペシャル（2002年 - 2010年）
- 昔の恋〜愛した記憶〜（2002年7月 - 2003年3月）
- あしたのG（2002年10月 - 2003年3月）
- スーパー競馬（2002年10月 - 2003年6月）
- めざましテレビ（2003年3月31日 - 2010年10月1日） - 女性総合司会
- FNN踊る大選挙戦（2003年11月9日、2004年7月11日）
- 爆笑問題の楽しい地球（2003年12月、2004年9月）
- 新春かくし芸大会（2004年 - 2010年） - 司会
- う!ウマいんです。（2004年4月 - 10月）
- ニッポン列島緊急特番ザふるさとランキング格付けスペシャル（2004年9月10日、2005年3月8日、2005年11月1日）
- 平成教育予備校（2005年1月 - 2006年9月） - 助手
  - 熱血!平成教育学院（フジテレビ、2006年10月 - 2011年3月）
- 恐怖の食卓（2005年4月26日・10月13日、2006年1月12日・3月30日、2007年1月11日） - アシスタント
- 中居正広の(生)スーパードラマフェスティバル（2006年 - 2009年） - 進行
- メントレG（2006年3月31日） - 内田恭子（現フリー）と共に出演
- TV☆Lab「クイズグランプリ2006」（BSフジ、2006年5月28日） - 司会
- お笑い芸人親子で漫才王座決定戦スペシャル（2006年7月11日、2007年7月10日、2008年9月2日、2009年6月16日） - 進行
- オールスター大集合!一発勝負で賞金ゲット!イライラゲームランド（2006年9月5日） - team めざまし（実質、T.N.ai）として出演
- TV☆Lab「告白シアター。」（BSフジ、2006年9月24日） - 来場客
- タモリのヒストリーX（2007年1月3日、2007年4月6日、2007年9月30日、2008年1月10日、2008年4月26日）
- Meet Again 〜夢写真〜
- アナ☆ログ（2007年10月 - 2008年9月） - 不定期出演
- 一攫千金!日本ルー列島芸人&女子アナ満開!!90分スペシャル!（2008年5月30日） - ギャグ満開チーム（世界のナベアツ、FUJIWARA）と共に出演
- エチカの鏡〜ココロにキクTV〜（2008年10月 - 2010年9月） - 進行
- オールスター芸能人歌がうまい王座決定戦スペシャル（2008年11月14日、2009年10月30日、2010年10月29日） - 司会
- たけしの日本教育白書（2008年11月22日）
- 森田一義アワー 笑っていいとも!
  - ゲスト出演
  - テレフォンアナウンサー（2010年12月29日）
- 笑っていいとも!増刊号
- 本日建国!お台場合衆国 めざまし真夏の大中継スペシャル（2009年7月18日）
- ライオンのごきげんよう（2009年9月15日・16日・17日） - Early Morningとして出演
- 中居正広の世界はスゲェ!ココまで調べましたSP（2010年3月2日） - 進行
- 芸能界特技王決定戦 TEPPEN（2010年8月3日） - 司会
- VS嵐（2010年8月12日） - 合衆国エンジェルチームとして出演
- はねるのトびら（2010年12月15日） - ほぼ100円ショップのコーナーに大塚範一、中野美奈子、生野陽子とともに出演
- めざましテレビpresents 高島彩卒業SP～宝島からの贈り物（2010年12月30日）
- 爆笑そっくりものまね紅白歌合戦スペシャル（フジテレビ、2003年9月 - 2013年10月） - 白組司会（フジテレビ退社後も続投）

### フリーアナウンサーとして
- 平成教育委員会（フジテレビ、2003年8月 - 2018年10月21日） - 2代目助手
- FNS歌謡祭（フジテレビ、2006年 - 2012年） - 2010年までは進行役、2011年・2012年は司会
- 1年1組 平成教育学院（フジテレビ、2011年4月 - 9月）
- ジュニア&高島彩のファンファンてれび （フジテレビ、2011年5月7日） - 司会（千原兄弟の千原ジュニアとの冠番組）
- 池上彰緊急スペシャル!（フジテレビ、2011年9月10日 - 2018年9月9日） - 司会進行
- 世界行ってみたらホントはこんなトコだった!?（フジテレビ、2011年10月17日 - 2015年9月22日） - 司会　※産休時（2014年1月29日 - 9月24日）は三上真奈（フジテレビアナウンサー）が代行
- ナダールの穴（フジテレビ、2011年10月17日 -2012年3月19日）
- ルームシェア（フジテレビ、2012年9月28日） - 司会
- 世界は言葉でできている（フジテレビ、2012年10月24日 - 12月19日） - 司会
- 20周年めざましテレビ夜の大同窓会!（フジテレビ、2013年10月5日）
- 全力教室（フジテレビ、2013年10月20日 - 2014年3月23日） - 司会
- THE MANZAI（フジテレビ、2011年 - 2014年） - 司会進行
- #nakedEve（2016年10月25日 - 2017年3月28日、関西テレビ制作・フジテレビ） - MC[17]
- 究極の○×クイズSHOW!!超問!真実か?ウソか?（日本テレビ、2016年1月6日、パイロット版） - 司会
- ハロウィン音楽祭（TBS、2016年10月31日） - 司会
- サタデーステーション（2017年4月22日 - 、テレビ朝日） - メインキャスター
- フジテレビ開局60周年記念企画 グレイティストTVショー〜ブラウン管が生んだスターたち〜（フジテレビ、2019年3月25日）中野美奈子が2012年退社以来、7年ぶりの共演。
- 100まで楽しむつもりです（テレビ朝日、2019年4月6日 - 9月28日）
- ワールド極限ミステリー（2019年10月9日 - 、TBS）

## 出演作品

### テレビドラマ
- 下町ロケット 第9・10話（2015年12月13日・20日、TBS） - 咲間倫子 役[18]

### 映画
- THE 有頂天ホテル（2006年） - 悲鳴を上げる女性（叫ぶ女） 役[19]

### テレビアニメ
- 銀河鉄道物語（2004年1月17日） - 秘書官クリス 役[注 1]

### 劇場アニメ
- 劇場版 ゲゲゲの鬼太郎 日本爆裂!!（2008年） - 高島アナウンサー（本人） 役

### 吹き替え
- HACHI 約束の犬（2009年） - アンディ 役（サラ・ローマー）

### CM
- カゴメ 野菜生活100 Silky Soy （2011年3月1日 - ）
  - 「犬とくつろぐ」篇
  - 「お気に入りの椅子」篇
- 花王 ビオレスキンケア洗顔料（2011年8月 - ）
  - 「宣言」篇
  - 「実感」篇
- 花王 ビオレマイルドクレンジングリキッド（2011年10月 - ）
  - 「アイメイク」篇
  - 「ベースメイク」篇
- サントリー 震災復興応援CM
  - 「見上げてごらん夜の星を」篇
  - 「上を向いて歩こう」篇
- サントリー ビール 〜天然水のビール工場から〜
- 東芝 太陽光発電システム
- JTG証券（2025年）[20]

## ディスコグラフィー

### CD
アヤパン名義
番組『アヤパン』終了後、CDの販売・購買等の取り扱いの際は“アヤパン（高島彩）”の表記が使われていることが多い。
- 着信のドレイ（2002年5月22日）
  - c/wは「わがままな人魚」

K&T名義・T.N.T.名義
K&Tは軽部真一とのユニット。T.N.T.は中野美奈子・高樹千佳子とのユニット。番組『めざましテレビ』の企画。
- 君の好きなヒト/約束の空（2003年12月3日）
  - 収録曲はK&Tの「君の好きなヒト」「ワルだった男」、T.N.T.の「約束の空」。

Early Morning名義
Early Morningは中野美奈子とのユニット（2011年1月以降メンバー変更）。番組『アナ★バン!』エンディングテーマ。
1. おいてけぼりのThirty（2009年4月29日）
2. かみさまでもえらべない。（2009年9月22日）

## 著書
- 聞く 笑う、ツナグ。（2011年12月19日、小学館）ISBN 978-4093882262
- irodori（2012年2月24日、幻冬舎）ISBN 978-4344021334
- 彩育 -伝える、変わる。-（2016年10月21日、KADOKAWA）[21]

### 翻訳
- アンドレ・ダーハン『おりのないどうぶつえん』（2008年5月、フジテレビジョン）ISBN 978-4862560209

## 同期入社
- 川原浩揮（岡田浩揮）
- 福元英恵
- 森下知哉
- 森本さやか
- 渡辺和洋
- 冨田憲子